# Björlingska kyrkogården

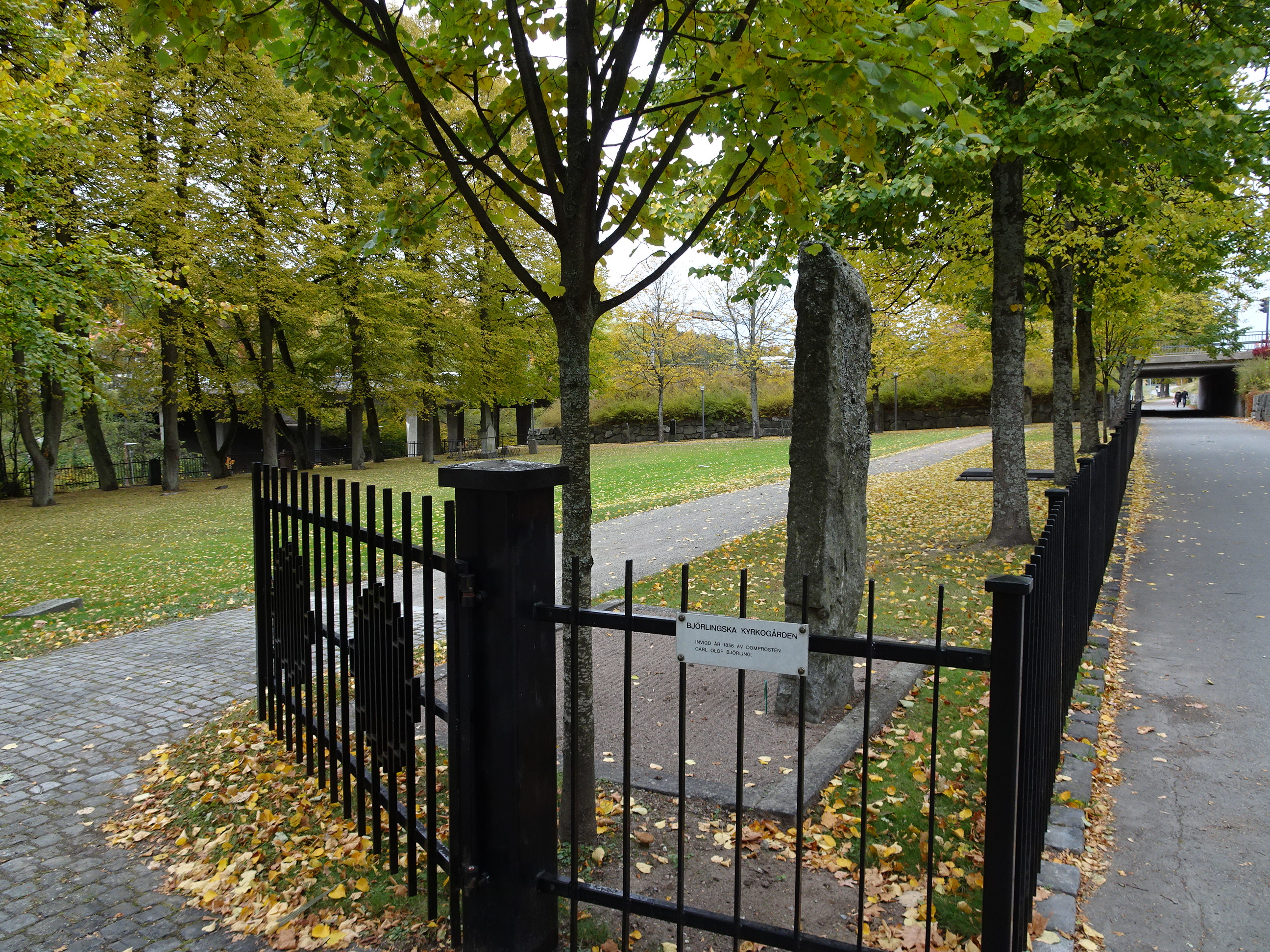
Entrén till Björlingska kyrkogården.

Björlingska kyrkogården är en begravningsplats i Västerås. Den ligger mellan Svartån och Wallinska kyrkogården strax väster om Rudbeckianska gymnasiet
Begravningsplatsen invigdes år 1845 av domprosten Carl Olof Björling.
Numera görs inga gravsättningar här.

## Kända gravsatta
- Carl Gustaf Jack - löjtnant och veteran från Finska kriget 1808-1809